# BUNCH
BUNCH（バンチ）は、1970年代のメインフレームのメーカーのうち、IBMの競争相手となっていた以下の5社をまとめて呼んだものである。
- バロース (Burroughs)
- UNIVAC
- NCR
- コントロール・データ・コーポレーション (Control Data Corporation; CDC)
- ハネウェル (Honeywell)

IBMの市場シェアが全ての競合他社よりもはるかに高いため、まとめて呼ばれるようになった。
1960年代、IBMと上記の5社、およびRCAとゼネラル・エレクトリック(GE)は、「IBMと7人の小人」(IBM and the Seven Dwarfs)と呼ばれていた。1970年にGEがコンピュータ事業をハネウェルに売却、1971年にRCAがコンピュータ事業をスペリー（UNIVACの親会社）に売却したことによって「5人の小人」となり、5社の頭文字を取って"BUNCH"と呼ばれるようになった。なお、"bunch"は英語で「束」「一団」の意味である。BUNCHの5社は、1980年代にIBMを追ってPC/AT互換機によってマイクロコンピュータ市場に参入した。

## BUNCHのその後
バロースとUNIVAC1986年9月、バロースがスペリー（UNIVACの親会社）を買収・合併し、社名をユニシスに変更した。
NCR1982年、NCRはUNIX搭載のTOWER 16/32からオープンシステムアーキテクチャに関わり、メインフレームよりも小型のコンピュータを重視するようになった。1991年にNCRはAT&Tに買収された。1996年にAT&Tの再編が行われ、1997年1月1日にNCRが別会社として再設立された。1998年、NCRはコンピュータハードウェア製造資産をソレクトロンに売却し、汎用コンピュータシステムの製造を中止した。
CDCCDCは、イギリスのBTグループのBTグローバルサービスの子会社・Syntegraとなった。
ハネウェル1991年にハネウェルのコンピュータ部門はフランスのコンピュータ会社グループ・ブルに売却された。

## 1960年代と1970年代の他のメインフレームメーカー
- サイエンティフィック・データ・システムズ（英語版）（1969年にゼロックスが買収した後はゼロックス・データ・システムズ）もメインフレームコンピュータを販売していたが、市場シェアは約1%で市場にほとんど影響を与えていなかった。ゼロックスは1975年に事業部を閉鎖し、ほとんどの権利はハネウェルに売却された。
- 1976年、クレイ・リサーチ（CDC元従業員のシーモア・クレイが設立した会社）がベクトル計算機Cray-1をリリースした。
- ディジタル・イクイップメント・コーポレーション(DEC)は1957年にコンピュータ部品を製造するために設立され、PDPシリーズなどの多くの小型コンピュータを製造した。 これらはメインフレームではなくミニコンピュータとして分類されたが、しばしばメインフレームと競合した。DECはコンパックに売却され、コンパックは後にヒューレット・パッカードに買収された。
- ヒューレット・パッカード(HP)は、1939年に設立された先端電子機器を製造する会社である。1960年代半ば、HPはメインフレームと競合するミニコンピュータを生産し始めた。
- アムダールは、IBMの元従業員ジーン・アムダールによって1970年に設立された、IBMメインフレームと互換性のあるコンピュータ製品に特化した情報技術企業である。1997年以降、富士通の完全子会社となっている。
- インターナショナル・コンピューターズ・リミテッド（英語版）(ICL)は、1968年に設立されたイギリスの大型コンピュータ・ハードウェア、ソフトウェアおよびコンピュータサービスの会社であった。同社は富士通に徐々に買収され、2002年4月にFujitsu Servicesに改称した。